# Noël à la cabane à Midas
Albums de Oncle Pierre & Midas
La cabane à Midas – L'enlèvement de Midassette
(1969) Chez le prof. Pierre
(1970)
Noël à la cabane à Midas est le troisième album de l'oncle Pierre & Midas, commercialisé en 1969.
L'oncle Pierre & Midas sont des personnages de la série télévisée québécoise pour enfants La cabane à Midas. Iils sont respectivement interprétés par Désiré Aerts et Roger Giguère.
Note : on réfère à l'année 1969 dans la piste Histoire des petits moutons.  Le prix de ce disque à l'époque était de 1,98 $.

## Titres
| 1. | Histoire des petits moutons |  |

| 2. | La nuit de Noël |  |

## Crédits
- Production : Franco Disque Inc.
- Direction artistique : Joey Galmi